# Близоње
Близоње је насељено место града Ваљева у Колубарском округу. Према попису из 2022. био је 251 становник.

## Демографија
У насељу Близоње живи 229 пунолетних становника, а просечна старост становништва износи 43,4 година (40,1 код мушкараца и 46,8 код жена). У насељу има 89 домаћинстава, а просечан број чланова по домаћинству је 3,16.
Ово насеље је углавном насељено Србима (према попису из 2002. године).
|  |

| Демографија | Демографија | Демографија |
| Година      | Становника  | Становника  |
| ----------- | ----------- | ----------- |
| 1948.       | 384         |             |
| 1953.       | 396         |             |
| 1961.       | 401         |             |
| 1971.       | 363         |             |
| 1981.       | 338         |             |
| 1991.       | 372         | 346         |
| 2002.       | 281         | 291         |

| Етнички састав према попису из 2002.‍ | Етнички састав према попису из 2002.‍ | Етнички састав према попису из 2002.‍ | Етнички састав према попису из 2002.‍ | Етнички састав према попису из 2002.‍ |
| ------------------------------------ | ------------------------------------ | ------------------------------------ | ------------------------------------ | ------------------------------------ |
|                                      |                                      |                                      |                                      |                                      |
| Срби                                 | Срби                                 |                                      | 240                                  | 85,40%                               |
| Роми                                 | Роми                                 |                                      | 36                                   | 12,81%                               |
| непознато                            | непознато                            |                                      | 5                                    | 1,77%                                |

| Година пописа     | 1948. | 1953. | 1961. | 1971. | 1981. | 1991. | 2002. |
| ----------------- | ----- | ----- | ----- | ----- | ----- | ----- | ----- |
| Број домаћинстава | 76    | 82    | 84    | 85    | 90    | 92    | 89    |

| Број чланова      | 1  | 2  | 3  | 4  | 5 | 6 | 7 | 8 | 9 | 10 и више | Просек |
| ----------------- | -- | -- | -- | -- | - | - | - | - | - | --------- | ------ |
| Број домаћинстава | 18 | 24 | 13 | 14 | 8 | 6 | 4 | 2 | 0 | 0         | 3,16   |

| Пол    | Укупно | Неожењен/Неудата | Ожењен/Удата | Удовац/Удовица | Разведен/Разведена | Непознато |
| ------ | ------ | ---------------- | ------------ | -------------- | ------------------ | --------- |
| Мушки  | 120    | 32               | 76           | 8              | 3                  | 1         |
| Женски | 127    | 16               | 78           | 29             | 3                  | 1         |
| УКУПНО | 247    | 48               | 154          | 37             | 6                  | 2         |

| Пол    | Укупно                    | Пољопривреда, лов и шумарство | Рибарство                            | Вађење руде и камена | Прерађивачка индустрија       |
| ------ | ------------------------- | ----------------------------- | ------------------------------------ | -------------------- | ----------------------------- |
| Мушки  | 64                        | 47                            | 0                                    | 0                    | 8                             |
| Женски | 32                        | 29                            | 0                                    | 0                    | 2                             |
| УКУПНО | 96                        | 76                            | 0                                    | 0                    | 10                            |
| Пол    | Производња и снабдевање   | Грађевинарство                | Трговина                             | Хотели и ресторани   | Саобраћај, складиштење и везе |
| Мушки  | 0                         | 1                             | 1                                    | 0                    | 2                             |
| Женски | 0                         | 0                             | 0                                    | 0                    | 0                             |
| УКУПНО | 0                         | 1                             | 1                                    | 0                    | 2                             |
| Пол    | Финансијско посредовање   | Некретнине                    | Државна управа и одбрана             | Образовање           | Здравствени и социјални рад   |
| Мушки  | 0                         | 0                             | 2                                    | 0                    | 0                             |
| Женски | 0                         | 0                             | 1                                    | 0                    | 0                             |
| УКУПНО | 0                         | 0                             | 3                                    | 0                    | 0                             |
| Пол    | Остале услужне активности | Приватна домаћинства          | Екстериторијалне организације и тела | Непознато            | Непознато                     |
| Мушки  | 0                         | 0                             | 0                                    | 3                    | 3                             |
| Женски | 0                         | 0                             | 0                                    | 0                    | 0                             |
| УКУПНО | 0                         | 0                             | 0                                    | 3                    | 3                             |

## Галерија
- Близоње - Панорама
- Близоње - Панорама
- Близоње - Панорама
- Близоње - Панорама
- Близоње - Панорама